# Astragalus jodostachys
Astragalus jodostachys es una especie de planta del género Astragalus, de la familia de las leguminosas, orden Fabales.

## Distribución
Astragalus jodostachys se distribuye por Turquía e Irán.

## Taxonomía
Fue descrita científicamente por Boiss. & Buhse. Fue publicada en Nouv. Mém. Soc. Imp. Naturalistes Moscou 12: 60 (1860).